# Мир Ваис-хан
Мир Вайс-хан (пушту سوله ویس خان; 7 января 1957, Кабул — 29 сентября 2023, Кабул) — представитель династии Баракзаев. Шестой сын последнего короля Афганистана, Мухаммеда Захир-шаха.

## Биография
Мир Вайс-хан родился 7 января 1957 года. Получил образование сначала в Лицее Эстеклал, а после свержения монархии в Афганистане в 1973 году и эмиграции его семьи в Италию, учился там в одном из итальянских университетов. Известно, что он был официальным представителем финансовых учреждений. С 2000 по 2007 годы был дипломатическим помощником бывшего короля Афганистана Захир Шаха. В 2005 году был специальным советником Министерства информации и культуры Италии. Также был Председателем Национального комитета по сохранению афганского культурного наследия и Почётным советником исполнительного комитета Бамианского лазерного проекта в Афганистане.
Скончался 29 сентября 2023 года. Его тело было похоронено на холме Маранджан в Кабуле. Бывший президент Афганистана Хамид Карзай отправился в больницу, где умер принц, чтобы принять участие в похоронах.

## Личная жизнь
Мир Вайс-хан был женат на Софье Захир с 30 мая 2009 года. Она является учителем по профессии. Приняла ислам в Женевской мечети в июне 2001 года. Брак был бездетным.